# S/2006 S 1
S/2006 S 1 este un satelit natural al lui Saturn. Descoperirea sa a fost anunțată de Scott S. Sheppard⁠(d), David C. Jewitt⁠(d), Jan Kleyna⁠(d) și Brian G. Marsden pe 26 iunie 2006 din observațiile efectuate între 4 ianuarie și 30 aprilie 2006. S/2006 S 1 are aproximativ 6 kilometri în diametru și orbitează în jurul lui Saturn la o distanță medie de 18,65 Gm în 951,1 zile, la o înclinație de 154,6° față de ecliptică (178,9° față de ecuatorul lui Saturn), într-o direcție retrogradă și cu o excentricitate de 0,0814. 
Satelitul a fost odată considerat pierdut în 2006, deoarece nu a fost văzut de la descoperirea sa. Satelitul a fost ulterior recuperat și anunțat în octombrie 2019.